# 余開祥
余開祥（1922年—2017年2月1日），浙江江山石门镇人，復旦大學馬列主義教育系，國際政治學系教授，歐洲大學研究院研究員。
余開祥的父親是師範畢業的小學體育老師，後來做中藥鋪生意，初小輟學後在家幫工，後來到親戚任職的高小繼續唸完了小學，又唸了初中，後來考上浙江省衢州中學。1941年，高中畢業後到重慶考取中央政治學校，因為不滿軍訓被勒令退學。1943年秋，受到程天放推薦到北碚復旦大學繼續學業，在復旦受到教務長李炳煥幫助解決經濟困難。在復旦他參加讀書會，參與成立民主青年同盟，接觸共產黨，被發展為地下黨員。1945年，畢業後留在經濟系任助教，抗戰勝利後隨復旦復員到上海。1949年後，復旦被接管，余開祥接了馬列主義基礎的課，轉到政治系工作。1954年7月，和吳常銘搭檔，主管國際政治系，陳其人、王邦佐等都是他的學生。1979年，任復旦大學世界經濟研究所所長。
2017年2月1日，余开祥在上海曙光医院逝世，享年95岁。